# Javier Adarraga Gorrochategui
Javier Adarraga Gorrochategui (Hernani, Guipúzcoa, 3 de diciembre de 1891 - Logroño, La Rioja, 28 de marzo de 1964), fue un ingeniero industrial español, más conocido por su actividad como pelotari. Nacido en el seno de una familia de deportistas consagrados, se casó con Matilde Rezola, hija del dueño de la fábrica de prensas Marrodán y Rezola en Logroño, en la que trabajó como ingeniero.

## Ingeniero
Desarrolló una bicicleta con dos platos, uno circular y otro elíptico, para demostrar que el segundo elimina los puntos muertos del primero cuando los pedales están en posición vertical, consiguiendo así una mayor eficiencia en el pedaleo.

## Pelotari
- En 1924 obtuvo la medalla de oro de pelota vasca, modalidad de pala corta, en los Juegos Olímpicos de París.
- En 1931 recibió la Medalla al Mérito Deportivo de la Federación Española de Pelota.
- En 1939 fundó la Federación Riojana de Pelota, de la que fue presidente durante muchos años.
- En 1945 recibió el Homenaje de la Federación Española de Pelota y la Medalla de Oro del Club Deportivo Fortuna.
- En 1958 recibió la Medalla al Mérito Deportivo del ayuntamiento de Logroño.

El Frontón Adarraga de Logroño está dedicado a su memoria, así como la ciudad deportiva construida más tarde en sus inmediaciones.